# Acalolepta breuningi
Acalolepta breuningi es una especie de escarabajo longicornio del género Acalolepta, tribu Monochamini, subfamilia Lamiinae. Fue descrita científicamente por Gressitt en 1951.
Se distribuye por China. Mide aproximadamente 13 milímetros de longitud. El período de vuelo de esta especie ocurre en el mes de junio.